# Dylan Borlée
Dylan Borlée (* 20. September 1992 in Woluwe-Saint-Lambert) ist ein belgischer Leichtathlet, der sich auf den 400-Meter-Lauf spezialisiert hat. Seine älteren Geschwister Olivia, Kevin und Jonathan sind ebenfalls erfolgreiche Sprinter. Sie werden von ihrem Vater Jacques Borlée trainiert. Mit der belgischen 4-mal-400-Meter-Staffel wurde er 2022 und 2024 Hallenweltmeister, 2016, 2018 und 2024 Europameister sowie 2015, 2019 und 2023 Halleneuropameister und zählt damit zu den erfolgreichsten Sprintern seines Landes.

## Sportliche Laufbahn
Erste internationale Erfahrungen sammelte Dylan Borlée im Jahr 2011, als er bei den Junioreneuropameisterschaften in Tallinn mit der belgischen 4-mal-400-Meter-Staffel in 3:10,89 min den sechsten Platz belegte. 2013 gewann er bei den U23-Europameisterschaften in Tampere in 3:04,90 min die Silbermedaille hinter dem Team aus Russland. Einen Monat später stand er auch bei den Weltmeisterschaften in Moskau im Finale des Staffelwettbewerbs. Zusammen mit seinen Brüdern Jonathan und Kevin sowie Schlussläufer Will Owoye erreichte er in 3:01,02 min den fünften Rang. Im selben Jahr holte er mit der wallonischen 4-mal-400-Meter-Staffel in 3:06,24 min die Silbermedaille bei den Jeux de la Francophonie in Nizza hinter Frankreich und über 400 Meter belegte er in 47,25 s den fünften Platz. In der Saison 2014 blieb Borlée ohne herausragende Resultate siegte aber bei den World Relays auf den Bahamas mit 3:02,97 min im B-Finale. Im Sommer musste er wegen einer Rückverletzung eine längere Zwangspause einlegen, so dass sich der belgische Leichtathletikverband gegen eine Nominierung Borlées für die Europameisterschaften in Zürich entschied. 2015 gewann er bei den Halleneuropameisterschaften in Prag in 46,25 s die Silbermedaille über 400 Meter hinter dem Tschechen Pavel Maslák und gewann somit seine erste Einzelmedaille bei einer internationalen Meisterschaft. Einen Tag später feierte er den Titelgewinn in 4-mal-400-Meter-Staffel. Die belgische Mannschaft um die drei Borlée-Brüder sowie Julien Watrin stellte dabei mit einer Zeit von 3:02,87 min einen neuen Halleneuroparekord auf. Anschließend wurde er bei den World Relays in 2:59,33 min Dritter hinter den Mannschaften aus den Vereinigten Staaten und den Bahamas und stellte damit einen neuen Landesrekord auf. Im Sommer trat er mit der Staffel bei den Weltmeisterschaften in Peking teil und verhalf der Mannschaft im Vorlauf mit 2:59,28 min zum Finaleinzug und verbesserte damit erneut den belgischen Rekord. Im Jahr darauf klassierte er sich bei den Hallenweltmeisterschaften in Portland mit 3:09,71 min auf dem sechsten Platz und siegte im Juli bei den Europameisterschaften in Amsterdam mit 3:01,10 min mit der Staffel. Daraufhin erreichte er bei den Olympischen Spielen in Rio de Janeiro mit der Staffel das Finale, in dem er mit neuem belgischen Rekord von 2:58,52 min auf Rang vier gelangte.
2017 gewann er bei den Halleneuropameisterschaften in Belgrad in 3:07,80 min die Silbermedaille mit der Staffel hinter Polen und bei den World Relays wurde er in 3:07,14 min Zweiter im B-Finale. Im August erreichte er bei den Weltmeisterschaften in London mit der Staffel bis in das Finale und belegte dort in 3:00,04 min den vierten Platz. Im Jahr darauf gewann er bei den Hallenweltmeisterschaften in Birmingham mit neuem Hallenrekord von 3:02,51 min die Bronzemedaille mit der Staffel hinter den Teams aus Polen und den Vereinigten Staaten. Im August erreichte er bei den Europameisterschaften in Berlin das Halbfinale über 400 Meter und schied dort mit 45,63 s aus, während er im Staffelbewerb mit 2:59,47 min seinen Titel verteidigte. 2019 siegte er dann auch bei den Halleneuropameisterschaften in Glasgow in 3:06,27 min mit der Staffel und anschließend wurde er bei den World Relays in Yokohama in 3:02,70 min Dritter hinter Trinidad und Tobago und Jamaika. Ende September belegte er bei den Weltmeisterschaften in Doha in 3:14,22 min den sechsten Platz in der Mixed-Staffel und gewann mit der Männerstaffel in 2:58,78 min die Bronzemedaille hinter den Teams aus den USA und Jamaika. 2021 schied er bei den Halleneuropameisterschaften in Toruń über 400 Meter mit 46,99 s im Vorlauf aus und belegte mit der Staffel in 3:06,96 min den vierten Platz. Anfang Mai belegte er bei den World Athletics Relays in Chorzów in 3:17,92 min den vierten Platz in der Mixed-Staffel und mit der Männerstaffel belegte er in 3:10,74 min Rang acht. Anfang August belegte er bei den Olympischen Sommerspielen in Tokio mit der Männerstaffel mit neuem Landesrekord von 2:57,88 min den vierten Platz und erreichte mit der Mixed-Staffel nach 3:11,51 min Rang fünf.
2022 verhalf er der Männerstaffel bei den Hallenweltmeisterschaften in Belgrad zum Finaleinzug und trug somit zum Gewinn der Goldmedaille des belgischen Teams bei. Im Juni siegte er in 45,80 s beim Memoriál Josefa Odložila über 400 Meter und schied dann bei den Weltmeisterschaften in Eugene mit 45,41 s im Halbfinale aus. Zudem gewann er im Staffelbewerb in 2:58,72 min im Finale gemeinsam mit Julien Watrin, Alexander Doom und Kevin Borlée die Bronzemedaille hinter den Teams aus den Vereinigten Staaten und Jamaika. Daraufhin belegte er bei den Europameisterschaften in München in 45,39 s den fünften Platz im Einzelbewerb und gewann in der Staffel in 2:59,49 min die Silbermedaille hinter dem Vereinigten Königreich. Daraufhin siegte er in 45,96 s beim ISTAF Berlin. Im Jahr darauf siegte er mit der Staffel in 3:05,83 min gemeinsam mit Alexander Doom, Kevin Borlée und Julien Watrin bei den Halleneuropameisterschaften in Istanbul. Im Juni wurde er bei der 1. Liga der Team-Europameisterschaft im Rahmen der Europaspiele in Chorzów in 45,84 s Achter über 400 Meter und gelangte mit der Mixed-Staffel mit 3:12,97 min auf Rang zwei im B-Lauf und sicherte sich damit ligenübergreifend die Bronzemedaille hinter den Teams aus Tschechien und Polen. Im August schied er bei den Weltmeisterschaften in Budapest mit 45,59 s im Halbfinale über 400 Meter aus und verpasste mit der Männerstaffel mit 3:00,33 min den Finaleinzug. 2024 verteidigte er bei den Hallenweltmeisterschaften in Glasgow in 3:02,53 min gemeinsam mit Jonathan Sacoor, Christian Iguacel und Alexander Doom seinen Titel im Staffelbewerb. Im Mai wurde er bei den World Athletics Relays in Nassau in 3:01,16 min Dritter in der Finalrunde über 4-mal 400 Meter hinter den Teams aus Botswana und Südafrika. Anschließend schied er bei den Europameisterschaften in Rom mit 45,46 s im Halbfinale über 400 Meter aus und siegte mit der Staffel in 2:59,84 min gemeinsam mit Jonathan Sacoor, Robin Vanderbemden und Alexander Doom. Im August schied er bei den Olympischen Sommerspielen in Paris mit 45,51 s in der Hoffnungsrunde über 400 Meter aus und wurde mit der Männerstaffel mit neuem Landesrekord von 2:57,75 min im Finale Vierter.
2022 wurde Borlée belgischer Meister im 200-Meter-Lauf sowie 2024 über 400 Meter. Zudem wurde er 2015 Hallenmeister über 400 Meter.

## Persönliche Bestleistungen
- 200 Meter: 21,00 s (+0,9 m/s), 8. Juli 2023 in Kortrijk
  - 200 Meter (Halle): 21,74 s, 17. Februar 2013 in Gent
- 400 Meter: 45,09 s, 22. Juli 2023 in Madrid
  - 400 Meter (Halle): 46,25 s 7. März 2015 in Prag